# Lauren Tom

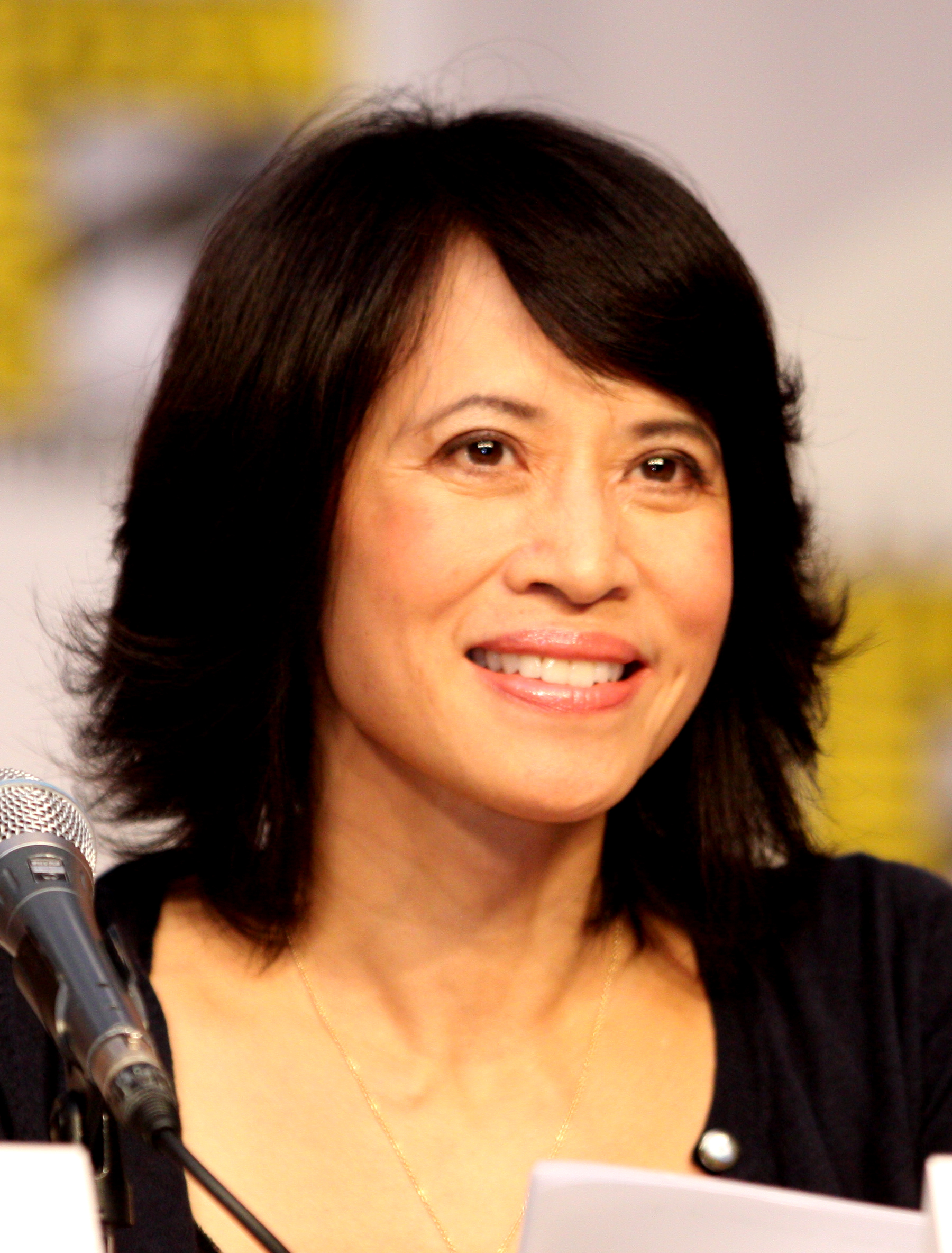
Lauren Tom (2010)

Lauren Tom (* 4. August 1961 in Chicago, Illinois, Vereinigte Staaten) ist eine US-amerikanische Schauspielerin und Synchronsprecherin.

## Leben
Lauren Tom wurde 1961 in Chicago geboren, wo sie als Katholikin in einer größtenteils jüdischen Nachbarschaft aufwuchs. In ihrer Jugend wurde sie wegen ihrer chinesischen Herkunft oftmals aufgezogen, was sie veranlasste, eine eher introvertierte Persönlichkeit zu entwickeln. Dennoch widmete sie sich seit frühester Jugend dem Tanz und konnte bereits im Alter von 17 Jahren mit dem Ensemble des Musicals A Chorus Line auftreten, als sich diese Formation auf Tournee befand.
Nur wenige Monate befand sie sich am Broadway, wo sie unter anderem in Doonesbury zu sehen war und mit namhaften Theaterregisseuren, wie Peter Sellars und JoAnne Akalaitis an diversen Spielstätten arbeiten durfte. Neben ihrer Bühnentätigkeit startete sie auch eine umfassende Film- und Fernsehkarriere. So wirkte sie ab 1982 in Gastrollen, später in Nebenrollen in Fernsehserien und -filmen mit, ehe ihr größere Rollen in zumeist Fernsehproduktionen angeboten wurden, wie beispielsweise The Joy Luck Club (1993). In den 1990er Jahren spielte sie auch in einigen erfolgreichen Fernsehserien wie Friends (1995/96) und arbeitete verstärkt als Synchronsprecherin für diverse Film- und Serienprojekte. Eine ihrer bekannteren Sprachrollen ist die der Marsianerin Amy Wong in Futurama (1999–2003, 2010–2013 und seit 2023).
2017 wurde sie in die Academy of Motion Picture Arts and Sciences (AMPAS) aufgenommen, die jährlich die Oscars vergibt.
Tom heiratete 1982 Glenn Lau-Kee; seit 1999 ist sie mit dem Schauspieler Curt Kaplan verheiratet, mit dem sie zwei Söhne hat.

## Filmografie (Auswahl)
- 1984: Alles ist vergänglich (Nothing Lasts Forever)
- 1985: Die Bill Cosby Show (The Cosby Show)
- 1985: Spenser
- 1987: Magic Sticks
- 1987: Wall Street
- 1989: Dächer des Todes (Rooftops)
- 1989: Die Glücksjäger (See No Evil, Hear No Evil)
- 1990: Blue Steel
- 1990: Cadillac Man
- 1990: Engel des Todes (Angel of Death, Fernsehfilm)
- 1992: Man Trouble – Auf den Hund gekommen (Man Trouble)
- 1993: Töchter des Himmels (The Joy Luck Club)
- 1993: Mr. Jones
- 1994: When a Man Loves a Woman – Eine fast perfekte Liebe (When a Man Loves a Woman)
- 1994: North
- 1995: Die Nanny (The Nanny, Fernsehserie, 1 Folge)
- 1995–1996: Friends (Fernsehserie, 7 Folgen)
- 1996: Superman: The Last Son of Krypton (Fernsehfilm, Stimme)
- 1996–1999: Superman (Superman: The Animated Series, Fernsehserie, 14 Episoden, Stimme)
- 1997: Gegner aus Liebe (Tell Me No Secrets, Fernsehfilm)
- 1997: Tödliches Geständnis (Murder Live!, Fernsehfilm)
- 1997: The Batman Superman Movie: World’s Finest (Fernsehfilm, Stimme)
- 1997: Mother Goose: A Rappin' and Rhymin' Special (Fernsehfilm, Stimme)
- 1997: The Blues Brothers Animated Series (Fernsehserie, 3 Episoden, Stimme)
- 1997–1998: Grace (Grace Under Fire, Fernsehserie, 12 Episoden)
- 1997–2010: King of the Hill (Fernsehserie, 102 Episoden, Stimme)
- 1998: Batman & Mr. Freeze – Eiszeit (Batman & Mr. Freeze: SubZero, Stimme)
- 1998: Coole Typen – Freunde wie diese (With Friends Like These…)
- 1998: Susan’s Plan (Die Again)
- 1999: Batman Beyond: The Movie (Fernsehfilm, Stimme)
- 1999: Catfish in Black Bean Sauce
- 1999: Countdown ins Chaos (Fernsehfilm)
- 1999–2001: Batman of the Future (Fernsehserie, 27 Episoden, Stimme)
- 1999–2004: Rocket Power (Fernsehserie, 21 Episoden, Stimme)
- 1999–2013: Futurama (Fernsehserie, 115 Episoden, Stimme)
- 2000: Max Steel (Fernsehserie, 4 Episoden, Stimme)
- 2000: Batman of the Future – Der Joker kommt zurück (Batman Beyond: Return of the Joker, Fernsehfilm, Stimme)
- 2000–2001: DAG (Fernsehserie, 17 Episoden)
- 2001: Jack the Dog
- 2001–2002: The Zeta Project (Fernsehserie, 8 Episoden, Stimme)
- 2002: Lady Cops – Knallhart weiblich (The Division, Fernsehserie, 6 Episoden)
- 2002: The Chang Family Saves the World (Fernsehfilm)
- 2002–2004: Fillmore! (Fernsehserie, 19 Episoden, Stimme)
- 2002–2005: Kim Possible (Fernsehserie, 4 Episoden, Stimme)
- 2002–2007: Deckname: Kids Next Door (Codename: Kids Next Door, Fernsehserie, 75 Episoden, Stimme)
- 2003: Manhood
- 2003: Bad Santa
- 2003–2005: Clifford's Puppy Days (Fernsehserie, 4 Episoden, Stimme)
- 2003–2005: Teen Titans (Fernsehserie, 7 Episoden, Stimme)
- 2004: Klassenhund: Der Film (Teacher's Pet, Stimme)
- 2004: 30 Days Until I’m Famous – In 30 Tagen berühmt (30 Days Until I’m Famous, Fernsehfilm)
- 2004: Reine Chefsache (In Good Company)
- 2004: Mulan 2 (Mulan II, Stimme)
- 2004–2006: W.I.T.C.H. (Fernsehserie, 51 Episoden, Stimme)
- 2005: Kim Possible – Der Film: Invasion der Roboter (Kim Possible: So the Drama, Fernsehfilm, Stimme)
- 2005: Barbershop (Fernsehserie, 4 Episoden)
- 2005–2007: American Dragon (Fernsehserie, 25 Episoden, Stimme)
- 2006: Grey’s Anatomy (Fernsehserie, 1 Episode)
- 2006: In from the Night (Fernsehfilm)
- 2006: Let Go (Fernsehfilm)
- 2006: God's Waiting List
- 2006–2007: Me, Eloise (Fernsehserie, 8 Episoden, Stimme)
- 2006–2008: Men in Trees (Fernsehserie, 26 Episoden)
- 2006–2009: Tauschrausch (The Replacements, Fernsehserie, 43 Episoden, Stimme)
- 2007: Billy & Mandy's Big Boogey Adventure (Fernsehfilm)
- 2007: Futurama: Bender’s Big Score (Stimme)
- 2008: Futurama: Die Ära des Tentakels (Futurama: The Beast with a Billion Backs, Stimme)
- 2008: CSI: Vegas (Fernsehserie, 1 Episode)
- 2009: Futurama: Leela und die Enzyklopoden (Futurama: Into the Wild Green Yonder, Stimme)
- 2009: Without a Trace – Spurlos verschwunden (Without a Trace, Fernsehserie, 1 Episode)
- 2010: Scooby-Doo! Das Grusel-Sommercamp (Scooby-Doo! Camp Scare, Stimme)
- 2010–2012: Der Fisch-Club (Fish Hooks, Fernsehserie, 4 Episoden, Stimme)
- 2011: Kung Fu Panda 2
- 2012–2013: DC Nation's Farm League (Fernsehserie, 6 Episoden, Stimme)
- 2012–2014: Supernatural (Fernsehserie, 3 Episoden)
- seit 2013: Teen Titans Go! (Fernsehserie, Stimme)
- 2015: Grandma
- 2015: Pretty Little Liars (Fernsehserie, 4 Episoden)
- 2015: Justice League: Gods and Monsters (Stimme)
- 2015: Chasing Eagle Rock
- 2016–2018: Trolljäger (Trollhunters, Fernsehserie, 28 Episoden, Stimme)
- 2016–2018: DC Super Hero Girls (Fernsehserie, 6 Episoden, Stimme)
- 2017: Scooby-Doo! Shaggy's Showdown (Stimme)
- 2017–2019: Story of Andi (Andi Mack, Fernsehserie, 41 Episoden)
- 2018–2019: 3 von oben (Fernsehserie, 9 Episoden, Stimme)
- 2018–2022: Disenchantment (Fernsehserie, 15 Episoden, Stimme)
- 2018–2021: Goliath (Fernsehserie, 6 Episoden)
- 2019–2021: The Rookie (Fernsehserie, 2 Episoden)
- 2021: Sweet Pecan Summer (Fernsehfilm)
- 2022: Moving On
- 2023: One True Loves
- 2023: What If…? (Episode 2x07, Stimme)
- 2025: Poker Face (Fernsehserie, Episode 2x09)

## Theater (Auswahl)
- 1981: Family Devotions (Joseph Papp Public Theater / Newman Theater, New York City)
- 1983: Non Pasquale (Delacorte Theater, New York City)
- 1983–1984: Doonesbury (Biltmore Theatre, New York City)
- 1988: American Notes (Joseph Papp Public Theater / Susan Stein Shiva Theater, New York City)
- 1989: In a Pig's Valise (McGinn-Cazale Theatre, New York City)